# Забелье (Лидское сельское поселение)
Забелье — деревня в Лидском сельском поселении Бокситогорского района Ленинградской области.

## История
Согласно X-ой ревизии 1857 года:

ЗАБЕЛЬЕ — деревня, принадлежит Ханыкову: хозяйств — 11, жителей: 27 м. п., 36 ж. п., всего 63 чел.

По земской переписи 1895 года:

  
ЗАБЕЛЬЕ — деревня, крестьяне бывшие Ханыкова: хозяйств  — 15, жителей: 43 м. п., 49 ж. п., всего 92 чел.

В конце XIX — начале XX века деревня административно относилась к Верховско-Вольской волости 1-го земского участка 3-го стана Устюженского уезда Новгородской губернии.

ЗАБЕЛЬЕ — деревня Забельского сельского общества, число дворов — 21, число домов — 30, число жителей: 60 м. п., 72 ж. п.;
 Занятие жителей: земледелие, лесные заработки. Река Белая.

ЗАБЕЛЬСКАЯ МЕЛЬНИЦА — мельница крестьян собственников, число дворов — 1, число домов — 1, число жителей: 2 м. п., 4 ж. п.; Река Белая. (1910 год)

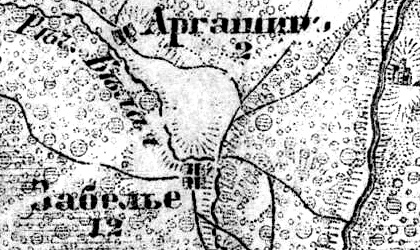
Деревня Забелье на карте 1917 года

Согласно карте Новгородской губернии 1917 года, деревня насчитывала 12 крестьянских дворов.
С 1917 по 1927 год деревня входила в состав Советской волости Устюженского уезда Череповецкой губернии. 
С 1927 года, в составе Потокского сельсовета Ефимовского района.
По данным 1933 года деревня Забелье входила в состав Потокского сельсовета Ефимовского района.
С 1965 года, в составе Бокситогорского района.
По данным 1966 и 1973 годов деревня Забелье также входила в состав Потокского сельсовета Бокситогорского района.
По данным 1990 года деревня Забелье входила в состав Подборовского сельсовета.
В 1997 году в деревне Забелье Подборовской волости проживали 19 человек, в 2002 году — 14 человек (все русские).
В 2007 году в деревне Забелье Подборовского сельского поселения проживали 8 человек, в 2010 году — также 8.
Со 2 июня 2014 года — в составе вновь созданного Лидского сельского поселения Бокситогорского района.
В 2015 году в деревне Забелье Лидского СП проживали 6 человек.

## География
Деревня расположена в восточной части района к югу от автодороги 41К-033 (Сомино — Ольеши).
Расстояние до посёлка Подборовье — 13 км.
Расстояние до ближайшей железнодорожной станции Заборье — 11 км. Ближайший остановочный пункт — платформа 7 км.
Деревня находится на правом берегу реки Белая, притока реки Лидь.

## Инфраструктура
На 1 января 2016 года в деревне было зарегистрировано 5 домохозяйств.